# Amares (gemeente)
Amares is een gemeente in het Portugese district Braga.
De gemeente heeft een totale oppervlakte van 82 km² en telde 18.521 inwoners in 2001.

## Plaatsen in de gemeente
- Amares
- Barreiros
- Besteiros
- Bico
- Caires
- Caldelas
- Carrazedo
- Dornelas
- Ferreiros
- Figueiredo
- Fiscal
- Goães
- Lago
- Paranhos
- Paredes Secas
- Portela
- Prozelo
- Rendufe
- Santa Maria do Bouro
- Santa Marta do Bouro
- Sequeiros
- Seramil
- Torre
- Vilela

Amares · Barcelos · Braga · Cabeceiras de Basto · Celorico de Basto · Esposende · Fafe · Guimarães · Póvoa de Lanhoso · Terras de Bouro · Vieira do Minho · Vila Nova de Famalicão · Vila Verde · Vizela